# Loïc Bruni
Loïc Bruni (* 13. Mai 1994 in Nizza) ist ein französischer Mountainbiker, der sich auf die Disziplin Downhill spezialisiert hat.

## Sportlicher Werdegang
International trat Bruni im Jahr 2012 in Erscheinung. Beim UCI-Mountainbike-Weltcup 2012 in Windham belegte er als Junior den 5. Platz im Rennen der Elite. Im selben Jahr wurde er Junioren-Weltmeister in Leogang.
Im Jahr 2015 wurde er in Vallnord erstmals Weltmeister im Downhill. Zudem belegte er nach mehreren Podiumsplatzierungen den zweiten Platz im Gesamtweltcup und beendete die Saison auf Platz 1 der Weltrangliste. Im Jahr 2016 schaffte er seinen ersten Einzelsieg in einem Weltcup-Rennen. Es folgten die Weltmeistertitel 2 bis 4 in den Jahren 2017 bis 2019. In seiner bisher stärksten Saison 2019 gewann er zudem drei Rennen und die Weltcup-Gesamtwertung im Downhill. Folgerichtig stand er am Ende der Saison das zweite Mal in seiner Laufbahn auf Platz 1 der Weltrangliste.
In der Saison 2021 sicherte er sich im Weltcup durch einen Sieg im letzten Rennen in Snowshoe noch den zweiten Gewinn der Weltcup-Gesamtwertung nach 2019. In der Saison 2022 nahm er nicht an allen Weltcup-Rennen teil, so dass er keine wichtige Rolle spielte. Dafür sicherte er sich bei den Weltmeisterschaften zum fünften Mal den Titel im Downhill. 2023 gewann er das Weltcup-Rennen im heimischen Loudenvielle, durch die konstantesten Leistungen über die gesamte Saison sicherte er sich zum dritten Mal die Gesamtwertung im Downhill. Bei den Weltmeisterschaften verpasste er dieses Mal als Vierter knapp das Podium.
Er und sein Mechaniker Jack Roure, mit dem er seit dem Jahr 2010 zusammenarbeitet, haben gemeinsam eine Reihe von Innovationen entwickelt, die Eingang in den MTB-Downhill gefunden haben. Unter anderem gelten sie als Entwickler des Mullet, eines Downhill-Bikes mit unterschiedlich großen Laufrädern vorn und hinten.

## Erfolge
| 2011 - Französischer Meister (Junioren) – Downhill 2012 - Weltmeister (Junioren) – Downhill 2013 - Französischer Meister – Downhill 2014 - Französischer Meister – Downhill 2015 - Weltmeister – Downhill - Französischer Meister – Downhill 2016 - ein Weltcup-Erfolg – Downhill 2017 - Weltmeister – Downhill - Französischer Meister – Downhill | 2018 - Weltmeister – Downhill - ein Weltcup-Erfolg – Downhill 2019 - Weltmeister – Downhill - drei Weltcup-Erfolge – Downhill - Gesamtwertung UCI-MTB-Weltcup – Downhill 2020 - ein Weltcup-Erfolg – Downhill 2021 - ein Weltcup-Erfolg – Downhill - Gesamtwertung UCI-MTB-Weltcup – Downhill 2022 - Weltmeister – Downhill - ein Weltcup-Erfolg – Downhill 2023 - Französischer Meister – Downhill - ein Weltcup-Erfolg – Downhill - Gesamtwertung UCI-MTB-Weltcup – Downhill |